# 神荼鬱壘

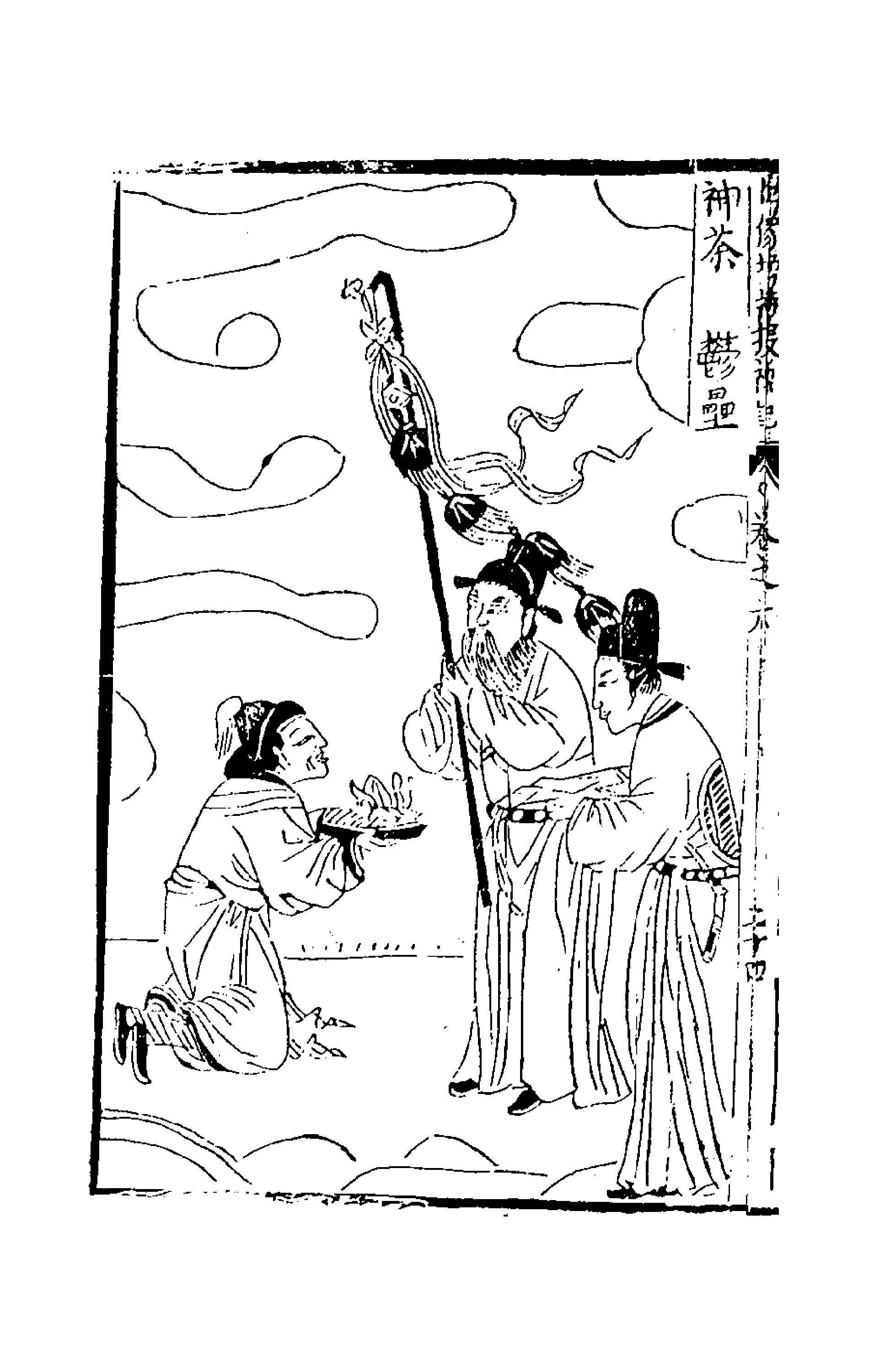
神荼鬱壘

神荼鬱壘，或作神荼鬱律，是中國民間信仰的兩名神祇，著名的門神。說此二神把守「鬼門」，能將邪惡不正的鬼魅以蘆葦綁縛，餵虎而食。故黃帝命百姓在家門以桃木作其塑像，以驅魔逐魅。

## 讀音
神荼，讀音注音字母為「ㄕㄣˊ ㄕㄨ」，漢語拼音為「Shēn Shū」(音身書)；鬱壘，讀音為「ㄩˋ ㄌㄩˋ」，漢語拼音為「Yù Lǜ」(音鬱律)，故又作「鬱律」。

## 簡介
《論衡·訂鬼》：“滄海之中，有度朔之山，上有大桃木，其屈蟠三千里，其枝間東北曰鬼門，萬鬼所出入也。上有二神人，一曰神荼，二曰鬱壘。主閱領萬鬼。惡害之鬼，執以葦索，而以食虎。於是黃帝乃作禮，以時驅之，立大桃人，門戶畫神荼、鬱壘與虎，懸葦索以御兇魅。”
魏晉道教大師葛洪記載，神荼鬱壘是五方鬼帝中的東方鬼帝，治桃止山、鬼門關。

## 影視文化
在2015年動畫電影《小門神》中，由高晓松聲演神荼，白客聲演郁垒。